# Ängsblombock
Ängsblombock (Stenurella melanura) är en skalbagge i familjen långhorningar. Den blir i Sverige 7 till 11 millimeter lång. Skalbaggen betecknades tidigare med artnamnet Strangalia melanura. Vanligt förekommande i norra Europa där den kan ses födosökande under juni och juli på olika blommande växter i skogsbryn och skyddade lägen. I Sverige uppträder den adulta skalbaggen som regel först i juli månad. Både honor och hannar kan para sig flera gånger och hannarna dröjer sig ofta kvar på honan för att förhindra att hon parar sig med andra hannar. Parningsframgång för olika stora hannar sammanhänger bland annat med mikroklimatologiska variabler.